# Promozione Campania-Molise 1975-1976
Nella stagione 1975-1976 la Promozione era il quinto livello del calcio italiano (il massimo livello regionale). Qui vi sono le statistiche relative al campionato in Campania e in Molise.
Il campionato è strutturato in vari gironi all'italiana su base regionale, gestiti dai Comitati Regionali di competenza. Promozioni alla categoria superiore e retrocessioni in quella inferiore non erano sempre omogenee; erano quantificate all'inizio del campionato dal Comitato Regionale secondo le direttive stabilite dalla Lega Nazionale Dilettanti, ma flessibili, in relazione al numero delle società retrocesse dal Campionato Interregionale e perciò, a seconda delle varie situazioni regionali, la fine del campionato poteva avere degli spareggi sia di promozione che di retrocessione.

## Girone A

### Squadre partecipanti
| Club                   | Città (provincia)          | Stadio | Stagione precedente |
| ---------------------- | -------------------------- | ------ | ------------------- |
| S.S. Aesernia          | Isernia                    |        |                     |
| U.S. Arzanese          | Arzano (NA)                |        |                     |
| A.P. Forio             | Forio (NA)                 |        |                     |
| Soc. Calcio Frattese   | Frattamaggiore (NA)        |        |                     |
| S.S.C. Giugliano       | Giugliano in Campania (NA) |        |                     |
| A.S. Living Patrizia   | Napoli                     |        |                     |
| U.S. Maddalonese       | Maddaloni (CE)             |        |                     |
| Pol. Mondragonese      | Mondragone (CE)            |        |                     |
| A.C. Montesarchio      | Montesarchio (BN)          |        |                     |
| U.S. Nuova Vomero      | Napoli                     |        |                     |
| A.S. Secondigliano     | Napoli                     |        |                     |
| Pol. Succivo           | Succivo (CE)               |        |                     |
| U.S. Venafro           | Venafro (IS)               |        |                     |
| S.S. Virtus Afragolese | Afragola (NA)              |        |                     |
| S.S. Virtus Bagnolese  | Napoli                     |        |                     |
| Virtus Colonna         | Ischia (NA)                |        |                     |

### Classifica finale
|  | Pos. | Squadra           | Pt | G  | V  | N  | P  | GF | GS | DR  |
|  | ---- | ----------------- | -- | -- | -- | -- | -- | -- | -- | --- |
|  | 1.   | Giugliano         | 45 | 30 | 17 | 11 | 2  | 53 | 18 | +35 |
|  | 2.   | Arzanese          | 43 | 30 | 18 | 7  | 5  | 51 | 27 | +24 |
|  | 3.   | Aesernia          | 35 | 30 | 11 | 13 | 6  | 35 | 24 | +11 |
|  | 4.   | Living Patrizia   | 34 | 30 | 11 | 12 | 7  | 38 | 30 | +8  |
|  | 5.   | Virtus Colonna    | 33 | 30 | 12 | 9  | 9  | 32 | 25 | +5  |
|  | 6.   | Nuova Vomero      | 31 | 30 | 9  | 13 | 8  | 32 | 33 | -1  |
|  | 7.   | Secondigliano     | 30 | 30 | 8  | 14 | 8  | 30 | 29 | +1  |
|  | 8.   | Mondragonese      | 29 | 30 | 8  | 13 | 9  | 30 | 30 | 0   |
|  | 9.   | Virtus Bagnolese  | 29 | 30 | 11 | 7  | 12 | 38 | 38 | 0   |
|  | 10.  | Forio             | 28 | 30 | 8  | 12 | 10 | 35 | 35 | 0   |
|  | 11.  | Succivo           | 28 | 30 | 9  | 10 | 11 | 32 | 32 | 0   |
|  | 12.  | Montesarchio      | 28 | 30 | 8  | 12 | 10 | 34 | 36 | -2  |
|  | 13.  | Virtus Afragolese | 28 | 30 | 10 | 8  | 12 | 32 | 35 | -3  |
|  | 14.  | Maddalonese       | 26 | 30 | 7  | 12 | 11 | 33 | 36 | -3  |
|  | 15.  | Venafro           | 26 | 30 | 7  | 12 | 11 | 26 | 31 | -5  |
|  | 16.  | Frattese          | 6  | 30 | 1  | 5  | 24 | 22 | 94 | -72 |

Verdetti
- Giugliano promosso in Serie D.
- Maddalonese, Venafro e Frattese retrocedono in Prima Categoria.

## Girone B

### Squadre partecipanti
| Club                        | Città (provincia)           | Stadio | Stagione precedente |
| --------------------------- | --------------------------- | ------ | ------------------- |
| U.S. Agropoli               | Agropoli (SA)               |        |                     |
| U.S. Ariano Valle Ufita     | Ariano Irpino (AV)          |        |                     |
| A.C. Baiano                 | Baiano (AV)                 |        |                     |
| A.C. Boschese               | Boscoreale (NA)             |        |                     |
| S.S.C. Colombo Olimpic      | Napoli                      |        |                     |
| S.S. Ercolanese             | Ercolano (NA)               |        |                     |
| Pol. Gelbison               | Vallo della Lucania (SA)    |        |                     |
| S.S. Gragnano               | Gragnano (NA)               |        |                     |
| Mobili D'Elia               | Cava de' Tirreni (SA)       |        |                     |
| S.S. Pro San Giorgio        | San Giorgio a Cremano (NA)  |        |                     |
| S.C. Sangiuseppese          | San Giuseppe Vesuviano (NA) |        |                     |
| Pol. Sapri Golfo Policastro | Sapri (SA)                  |        |                     |
| A.S.C. Saviano              | Saviano (NA)                |        |                     |
| A.P. Scafatese              | Scafati (SA)                |        |                     |
| A.C. Vietriraito            | Vietri sul Mare (SA)        |        |                     |
| S.S. Vis Sanseverinese      | Mercato San Severino (SA)   |        |                     |

### Classifica finale
|  | Pos. | Squadra                | Pt  | G   | V   | N   | P   | GF  | GS  | DR  |
|  | ---- | ---------------------- | --- | --- | --- | --- | --- | --- | --- | --- |
|  | 1.   | Scafatese              | 45  | 30  | 18  | 9   | 3   | 57  | 18  | +39 |
|  | 2.   | Colombo Olimpic        | 43  | 30  | 18  | 7   | 5   | 57  | 27  | +30 |
|  | 3.   | Sapri Golfo Policastro | 36  | 30  | 11  | 14  | 5   | 34  | 17  | +17 |
|  | 4.   | Sangiuseppese          | 36  | 30  | 12  | 12  | 6   | 43  | 25  | +18 |
|  | 5.   | Ercolanese             | 35  | 30  | 13  | 9   | 8   | 38  | 32  | +6  |
|  | 6.   | Vietriraito            | 35  | 30  | 12  | 11  | 7   | 37  | 31  | +6  |
|  | 7.   | Boschese               | 34  | 30  | 11  | 12  | 7   | 41  | 23  | +18 |
|  | 8.   | Gragnano               | 32  | 30  | 13  | 6   | 11  | 44  | 43  | +1  |
|  | 9.   | Mobili D'Elia          | 29  | 30  | 11  | 7   | 13  | 44  | 36  | +8  |
|  | 10.  | Gelbison               | 27  | 30  | 7   | 13  | 10  | 25  | 32  | -7  |
|  | 11.  | Agropoli               | 27  | 30  | 8   | 11  | 11  | 21  | 30  | -9  |
|  | 12.  | Pro San Giorgio        | 25  | 30  | 8   | 9   | 13  | 26  | 32  | -6  |
|  | 13.  | Ariano Valle Ufita     | 23  | 30  | 8   | 7   | 15  | 24  | 38  | -14 |
|  | 14.  | Baiano                 | 23  | 30  | 7   | 9   | 14  | 24  | 38  | -14 |
|  | 15.  | Vis Sanseverinese      | 19  | 30  | 6   | 7   | 17  | 23  | 49  | -26 |
|  | 16.  | Saviano                | 11  | 30  | 1   | 9   | 20  | 13  | 79  | -66 |
|  |      |                        | 480 | 480 | 164 | 152 | 164 | 551 | 550 | 0   |

Verdetti
- Scafatese promosso in Serie D.

## Titolo campione regionale
La gara che ha assegnato il Titolo di campione regionale della Campania si è disputata il 6 giugno allo stadio San Paolo di Napoli.
| Squadra 1 | Risultato       | Squadra 2 |
| --------- | --------------- | --------- |
| Giugliano | 2 – 2 (3-3 dtr) | Scafatese |

| Napoli 6 giugno 1976 | Giugliano            | 2 – 2                              | Scafatese | Stadio San Paolo |
| \| \| \| \| \| Criscuolo 37’ S. Mautone 61’ \| Marcatori \| 36’ D'Elia 62’ Terreri \| \| S. Mautone Pennino Criscuolo G. Russo Scuotto \| Tiri di rigore 3 – 3 \| Nazzi Falcone Bottaro Ferrara Rega \| |                      |                                    |           |                  |
| |                      |                                    |           |                  |
| Criscuolo 37’ S. Mautone 61’ | Marcatori            | 36’ D'Elia 62’ Terreri             |           |                  |
| S. Mautone Pennino Criscuolo G. Russo Scuotto | Tiri di rigore 3 – 3 | Nazzi Falcone Bottaro Ferrara Rega |           |                  |

Verdetto
- Per Giugliano e Scafatese  titolo regionale ex aequo[1].